# Dieter Depping

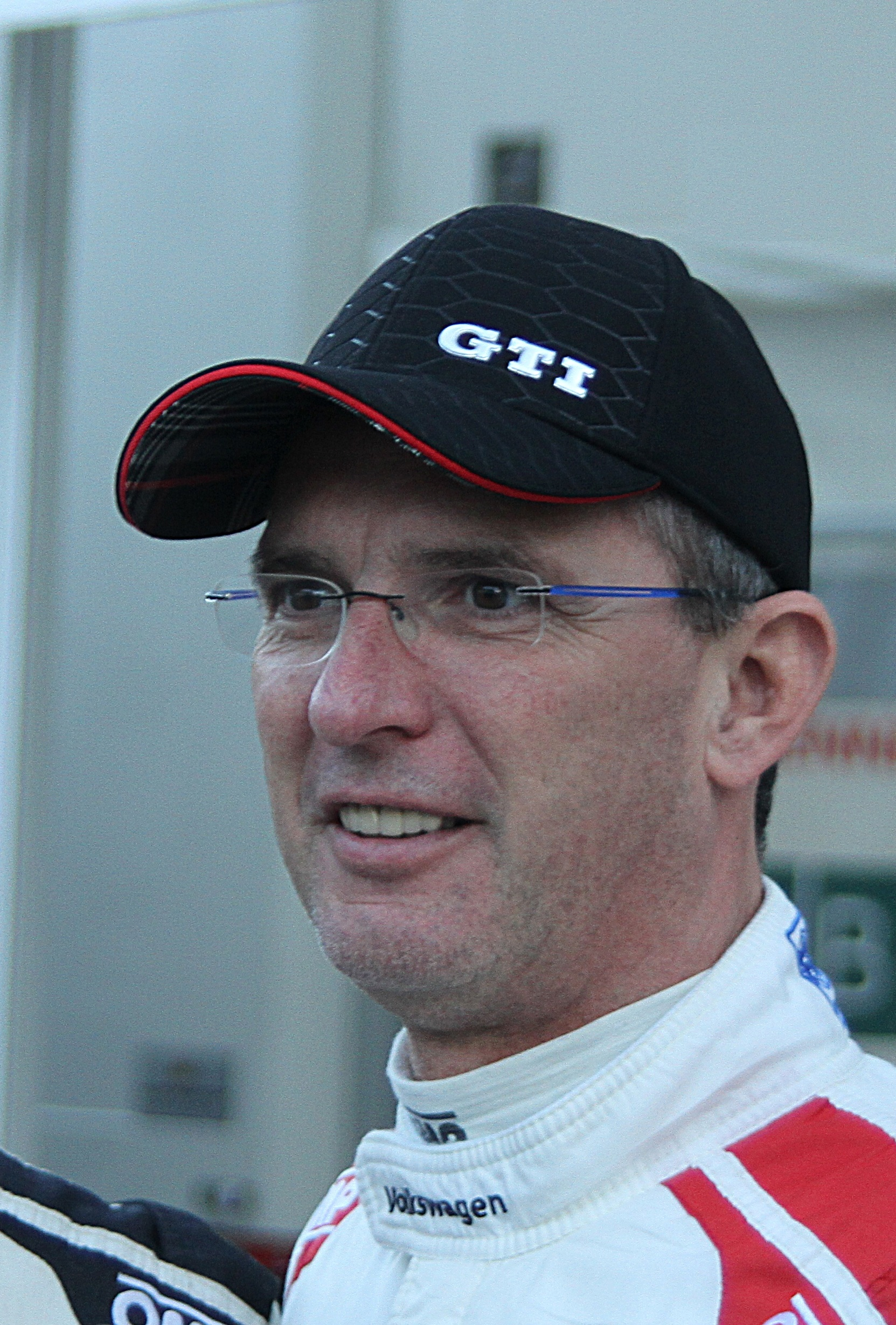
Dieter Depping, Estering, 2017

Dieter Depping (* 7. August 1966 in Hannover) ist ein deutscher Rallyefahrer.

## Karriere
Dieter Depping war von 1991 bis 1997 Fahrer für das Niederländische Ford Rallyeteam Van der Marel Autosport.
Er konnte von 1992 bis 1994 die Deutsche Rallye-Meisterschaft gewinnen. In den Jahren 1994, 1996 und 1997 siegte er im Ford Escort RS Cosworth bei der Rallye Deutschland. Gelegentlich startete er auch an Weltmeisterschaftsläufen. Außerdem war er an einer Vielzahl an nationalen Rallye-Veranstaltungen erfolgreich, und nahm mehrmals im VW Golf GTI am 24-Stunden-Rennen auf dem Nürburgring sowie am Langstreckenpokal teil.
Dieter Depping wurde 2001 Werksfahrer von Volkswagen Motorsport. Er gehörte zum Team, das am 14. Oktober 2001 den 24-Stunden-Weltrekord des Volkswagen W12 Coupé in Nardò aufstellte. Im gleichen Jahr gewann er im VW Golf IV auch die Gruppe A bis zwei Liter Hubraum der Deutschen Rallye-Meisterschaft.
Im Jahr 2002 gehörte er zu den Testfahrern des Rallyefahrzeugs VW Polo 1600 Super und des Marathonrallyefahrzeugs VW Tarek. 2003 nahm Depping erstmals an der Rallye Dakar teil. 2007 bestritt er die Rallye Dakar im Service Truck für Volkswagen Motorsport und kam auf einen 26. Gesamtrang in der Lastwagen Wertung. Beim 24-Stunden-Rennen auf dem Nürburgring errang er einen Klassensieg. Im Jahr darauf wurde er im VW Race Touareg II Dritter bei der Mitteleuropa-Rallye. Des Weiteren bestritt er 2008 im werksseitig eingesetzten VW Scirocco das 24-Stunden-Rennen auf dem Nürburgring und wurde Zweiter in der Klassenwertung. Sechs Jahre nach seinem letzten Dakar-Einsatz in der Automobil-Klasse nahm Depping mit seinem Copiloten Timo Gottschalk in einem von vier Race Touareg an der Rallye Dakar 2009 teil. Er konnte auf einigen Etappen eine Podiumsplatzierung erreichen, wurde in der Gesamtwertung aufgrund von technischen Problemen zu Beginn der Rallye allerdings nur Sechster. 2011 arbeitete er an der Entwicklung des VW Polo R WRC mit.

## Statistik

### Sportliche Erfolge
| 1990 - 1. Platz Deutsche Rallye-Trophäe (VW Golf GTI) 1991 - 1. Platz Gruppe N Deutsche Rallye-Meisterschaft (Ford Sierra RS Cosworth 4×4) (Team Van der Marel Autosport) 1992 - 1. Platz Deutsche Rallye-Meisterschaft (Ford Sierra RS Cosworth 4×4 Gruppe A), (Team Van der Marel Autosport) - 1. Platz Hellendoorn-Rallye (Niederländische Rallye-Meisterschaft), (Ford Sierra RS Cosworth 4×4 Gruppe A), (Team Van der Marel Autosport) 1993 - 1. Platz Deutsche Rallye Meisterschaft (Ford Sierra RS Cosworth 4×4 Gruppe A), (Team Van der Marel Autosport) - 1. Platz Niederländische Rallye-Meisterschaft (Ford Sierra RS Cosworth 4×4 Gruppe A), (Team Van der Marel Autosport) - 4. Platz Rallye-Europameisterschaft (Ford Sierra RS Cosworth 4×4 Gruppe A), (Team Van der Marel Autosport) 1994 - 1. Platz Deutsche Rallye-Meisterschaft (Ford Escort RS Cosworth), (Team Van der Marel Autosport) - 1. Platz Niederländische Rallye-Meisterschaft (Ford Escort RS Cosworth), (Team Van der Marel Autosport) - 2. Platz Rallye-Europameisterschaft (Ford Escort RS Cosworth), (Team Van der Marel Autosport) 1995 - 1. Platz German Open (Ford Escort RS Cosworth), (Team Van der Marel Autosport) - 1. Platz Niederländische Rallye-Meisterschaft (Ford Escort RS Cosworth), (Team Van der Marel Autosport) - 2. Platz Rallye-Europameisterschaft (Ford Escort RS Cosworth), (Team Van der Marel Autosport) 1996 - 1. Platz German Open (Ford Escort RS Cosworth), (Team Van der Marel Autosport) - 3. Platz Deutsche Rallye-Meisterschaft (Ford Escort RS Cosworth), (Team Van der Marel Autosport) | 1997 - 6. Platz Deutsche Rallye-Meisterschaft (Ford Escort Cosworth/WRC), (Team Van der Marel Autosport) - 4. Platz Niederländische Rallye-Meisterschaft (Ford Escort Cosworth/WRC), (Team Van der Marel Autosport) - 1. Platz West Brabant-Rallye (Ford Escort Cosworth/WRC), (Team Van der Marel Autosport) 2001 - 3. Platz Deutsche Rallye-Meisterschaft, - 1. Platz Division Gruppe A bis zwei Liter Hubraum (VW Golf IV Kit Car), fünf Klassensiege 2007 - 26. Platz Lkw-Wertung Rallye Dakar (Race-Truck für VW Motorsport) - 24-Stunden-Rennen Nürburgring (VW Golf GTI), Klassensieg 2008 - 3. Platz Mitteleuropa-Rallye (VW Race Touareg II), Ersatzveranstaltung der Rallye Dakar - 24-Stunden-Rennen Nürburgring (VW Scirocco), 2. in der Klasse 2009 - 6. Platz Rallye Dakar (VW Race Touareg II) |